# Microplitis choui
Microplitis choui är en stekelart som beskrevs av Xu och He 2000. Microplitis choui ingår i släktet Microplitis och familjen bracksteklar. Inga underarter finns listade i Catalogue of Life.